# Кончура
Кончура́ — река в Сергиево-Посадском районе Московской области России, правый приток Торгоши.
Длина — 12 километров. Протекает в Сергиевом Посаде и делит его на две части. В низовьях реки устроены Вифанские пруды.